# Алматинский заповедник
Алмати́нский запове́дник, официальное название Алмати́нский госуда́рственный приро́дный запове́дник (каз. Алматы́ мемлекетті́к табиғи́ қорығы́) — заповедник в Алматинской области Казахстана. Расположен в центральной части хребта Заилийский Алатау (71,7 тысяч га). В 1966 г. к заповеднику был присоединён пустынный участок «Поющая гора», но в январе 1983 этот памятник природы был передан в ведение Капчагайского охотничьего хозяйства. Сейчас он находится на территории национального парка Алтын-Эмель.
Организован с целью охраны и изучения природных комплексов Северного Тянь-Шаня.

## Высотные пояса
В заповеднике выделяется четыре высотных пояса:
- в лесостепи до высоты 1600 м произрастают лиственные леса с дикой яблоней, абрикосом, осиной и рябиной;
- от 1600 м до 2800 м — хвойные леса из ели Шренка и Тянь-Шаньской ели;
- выше расположены альпийские луга со стелющейся арчой;
- выше 3500 м — голые скалы и ледники.

## Флора и фауна
В составе фауны обычны: в долине реки Или — архар, джейран, кеклик, фазан; в горах — марал, косуля, бурый медведь, рысь, снежный барс, тетерев, горная куропатка, бородатая куропатка, гималайский улар, синяя птица, арчовый дубонос, дятел, кедровка.
В заповеднике растут свыше 1300 видов растений, в том числе 112 видов деревьев и кустарников.

## Горы и ледники
Наиболее высокая точка пик Талгар (4973 м) в пределах Талгарского массива, являющегося мощным центром оледенения.
Особой суровой красотой выделяются пики-исполины: Богатырь (Н-4626), Корп (Н-4631), Актау (Н-4686), Металлург (Н-4600) . Внушителен пик Талгар (Н-4973) — высшая точка всего хребта, хорошо различимая и с подгорной равнины за многие десятки километров.
Вершины, «возглавляемые» пиком Талгар, образуют мощный Талгарский узел, занимающий всю срединную часть заповедника. Это один из центров современного оледенения Заилийского Алатау, здесь сосредоточены крупнейшие ледники Северного Тянь-Шаня: ледник Корженевского и Богатырь. Первый достигает в длину 11 км и имеет площадь 38 км². Немного уступает ему второй: длина — 9,1 км, площадь — 30,3 км². Почти столь же обширны ледники Шокальского, Григорьева, Кассина, Пальгова, Калесника и др.
Уникальный Талгарский горный узел широко известен среди альпинистов страны. Более 40 лет действовал здесь альплагерь союзного значения «Талгар». В 1979 г. он был разрушен селем. В верховьях ущелья Иссык расположены два высокогорных моренных озера — Ак-Коль (Белое), лежащее на высоте 3140 м, и Муз-Коль (Ледяное) 3400 м. Ослепительно сверкают ледники — Жарсай, Пальгова, Григорьева и др.
Участок Талгар включает три ущелья — Левый, Правый и Средний Талгары. Наиболее протяженное из них — Левый Талгар (более 30 км) — имеет, так же как и большинство других, направление с юга на север. На южном склоне Заилийского Алатау расположены заповедные ущелья Юго-Восточного Талгара, Южного Иссыка и ряд других менее крупных ущелий (Губар, Косбулак, Тамчи).
Всего в заповеднике насчитывается 160 ледников, суммарной площадью в 233,7 км² из 466 км², известных в Заилийском Алатау.

## Реки и озёра
Речная сеть хорошо развита. По дну большинства ущелий протекают довольно бурные реки шириной 5 — 7 м, глубиной до 1 м; много ключей.
В северной части территории наиболее крупные (от 16 до 28 км длиной) реки — Иссык, Левый Талгар, Правый Талгар и Средний Талгар. В южной части заметно выделяются Юго-Восточный Талгар (13 км), берущий начало с ледника Богатырь, и впадающий в него Южный Иссык (10 км), стекающий с ледника Корженевского.
Обе реки очень полноводны, особенно в теплый период года. Юго-Восточный Талгар и Жангырык, сливаясь, дают начало реке Чилик — крупнейшей в Северном Тянь-Шане. Чилик 10 — 12 км протекает по границе заповедника.
Питание рек осуществляется главным образом за счет сезонного таяния снегов, фирновых полей и ледников. Паводковый период начинается в апреле и длится всю весну и лето. Расход воды достигает в июле — августе 12 — 15 м³/с и более.
В отдельные жаркие дни, а также после ливневых дождей реки превращаются в ревущие бешеные потоки, разрушающие берега и несущие крупные камни, гравий и песок. Зимой реки маловодны, не замерзают, но на изгибах и поворотах образуют мощные наледи, а в узких местах — арочные карнизы изо льда и снега между берегами.
В заповеднике почти три десятка небольших (от 0,1 до 3,8 га) высокогорных моренных и ледниковых озёр. Все они лежат в руслах временных водотоков и питаются главным образом талыми водами. Эти озера, как правило, очень глубоки и накапливают значительные объёмы воды.

## Экологические тропы
Расположение экологических троп обустроено таким образом, что бы свести к минимуму отрицательное воздействие посетителей заповедника на естественные биоценозы. Экскурсии ограничены в весенне-летний период из за наличия энцефалитных клещей и селевой опасности, а в зимний период и ранней весной из-за многоснежья и опасности схода лавин. Благоприятный период для посещения территории заповедника — с августа по ноябрь.
- Экотропа «Левый Талгар» проходит по ущелью Левый Талгар. Протяженность 6,5 км. Однодневная, пешая.
- Экотропа «Правый Талгар» проходит по ущелью Правый Талгар. Протяженность ее 10,5 км. Однодневная, пешая.
- Экотропа «Есик» находится в ущелье Есик. Протяженность — 9,6 км. Однодневная, пешая.[6]